# Burg Rabenswalde

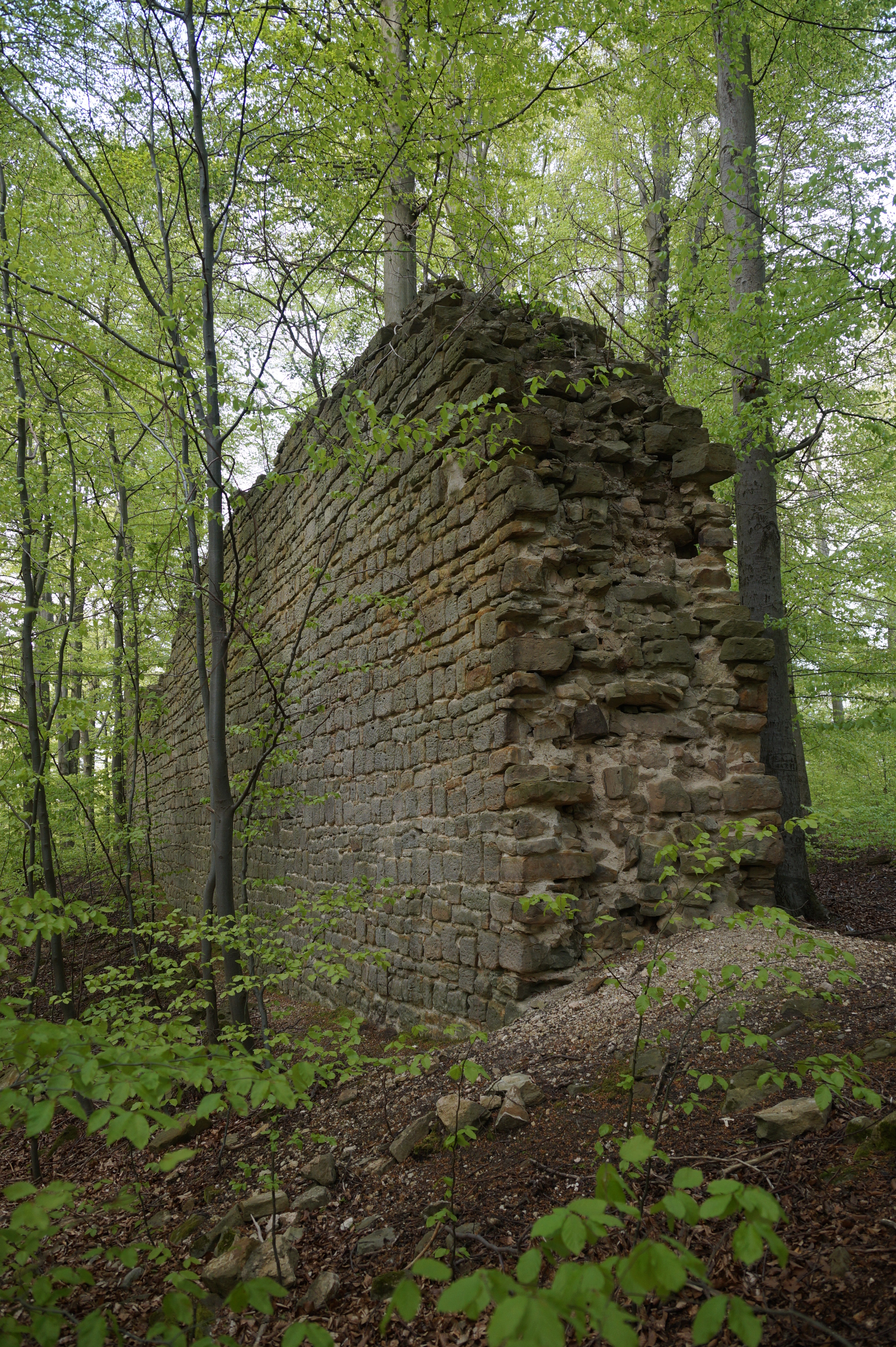
Wehrmauer

Die Burg Rabenswalde ist die Ruine einer Spornburg bei 310 m ü. NN (laut älterer Quelle 322 m) auf einem Bergsporn im Rabenswald zwischen Leintal und Palmgrund und gehört zum Gebiet der Stadt Kölleda (Ortsteil Großmonra) im Landkreis Sömmerda, etwa 1,5 km südwestlich von Garnbach, einem Ortsteil von Roßleben-Wiehe im Kyffhäuserkreis in Thüringen.

## Geschichte
Um 1233–1237 ließen die Grafen von Wiehe, aus der Familie der Grafen von Kevernburg, sich im Rabenswald eine neue Burg mit dem Namen Rabenswalde errichten. Von hier hatte man einen weiten Blick bis in die Unstrutniederung. Die Burg bestand aus einer Vorburg und einer Hauptburg, welche mit einer Wallanlage gesichert waren. Die Burg diente als Wohnsitz der sich nun Grafen von Rabenswalde-Wiehe nennenden Adelsfamilie und  als Herrschaftssitz der gleichnamigen Grafschaft Rabenswalde.
Infolge des Thüringischen Grafenkrieges (1342–1346) wurde die Burg Rabenswalde um 1350 zerstört und dem Erdboden gleichgemacht. Von der ehemaligen zweiteiligen Burganlage sind heute nur noch Reste der 40 Meter langen und 1,5 Meter starken Wehrmauer und des Wehrgrabens erhalten.